# Татомиров Град
Татомиров Град је тврђава која се налази југозападно од Сокобање. Данас има рушевина некадашње тврђаве.